# Frank Boucher
François Xavier „Frank“ Boucher (* 7. Oktober 1901 in Ottawa, Ontario; † 12. Dezember 1977) war ein kanadischer Eishockeyspieler (Center) und -trainer, der von 1921 bis 1944 für die Ottawa Senators und New York Rangers in der National Hockey League spielte.

## Karriere
Boucher stammte aus einer Eishockeyfamilie, in der es bereits drei Spieler in den Topligen gab. Zu seiner Schulzeit spielte er in einem Team mit Aurèle Joliat. Er entschied sich aber mit 17 für einen Job bei der Royal Canadian Mounted Police. Etwas später zog es ihn dann doch zum Eishockey und 1921 spielte er bei den Ottawa Senators, dort konnte Frank sich aber nicht durchsetzen. Er wechselte für vier Jahre zu den Vancouver Maroons in die PCHA.
Zur Saison 1926/27 kam er zurück in die NHL zu den New York Rangers und wurde eine Sensation auf dem Broadway. Mit Bun und Bill Cook bildete er eine der dominierenden Sturmreihen seiner Zeit. Mit 7 Toren und 3 Vorlagen war er der beste Scorer in den Playoffs, als die Rangers 1928 den Stanley Cup gewannen. In der Saison 1932/33 gelang ihm dies erneut. Er war der Vertreter des sauberen Eishockeys und gewann dafür die Lady Byng Trophy. Nachdem er in sieben von acht Jahren mit dieser Auszeichnung geehrt wurde, durfte er diese behalten. Lady Byng stiftete einen neuen Pokal, die Lady Byng Memorial Trophy. Im Laufe der Saison 1937/38 beendete er seine aktive Karriere.
Er übernahm den Trainerposten bei den Rangers von Lester Patrick und führte das Team 1940 zum Stanley Cup. Als zahlreiche Spieler in den Krieg zogen, kehrte Boucher in der Saison 1943/44 für 15 Spiele aufs Eis zurück. Er übernahm von Patrick auch den Posten des General Managers, den er bis 1955 innehatte.
Neben Frank spielten auch seine drei Brüder Billy (213 Spiele), Bobby (11 Spiele) und George (449 Spiele) in der NHL, was nur noch von den fünf Sutterbrüdern in den 1980er Jahren übertroffen wurde.
1958 wurde er mit der Aufnahme in die Hockey Hall of Fame geehrt.

## Sportliche Erfolge
- Stanley Cup: 1928 und 1933 als Spieler; 1940 als Trainer

### Persönliche Auszeichnungen
- First All-Star Team: 1933, 1934 und 1935
- Second All-Star Team: 1931
- Lady Byng Memorial Trophy: 1928, 1929, 1930, 1931, 1933, 1934 und 1935 (erster Gewinner)